# Eastern Counties Railway
Die Eastern Counties Railway (ECR) war eine britische Eisenbahngesellschaft, die von 1839 bis 1862 existierte und die östlich von London gelegenen Gebiete erschloss. Der Betrieb begann am 20. Juni 1839 zwischen Mile End und Romford. In den folgenden Jahren wurde die Strecke einerseits zum neuen Londoner Kopfbahnhof Shoreditch (später Bishopsgate) verlängert, anderseits nach Colchester verlängert.
Die Gleise waren zunächst mit einer Spurweite von fünf Fuß (1524 mm) verlegt worden. Im September und Oktober 1844 wurde die 82 km lange Strecke auf die Normalspur von 4 Fuß und 8½ Zoll (1435 mm) umgestellt; die Partnergesellschaft Northern and Eastern Railway folgte diesem Beispiel. Im Jahr 1846 wurde die Strecke in Colchester mit jener der Eastern Union Railway verbunden. 1862 schlossen sich die beiden Gesellschaften sowie mehrere kleinere Bahnen in East Anglia zur Great Eastern Railway zusammen.